# Luçon
Luçon /lyˈsõ/ è un comune francese di 10 162 abitanti situato nel dipartimento della Vandea nella regione dei Paesi della Loira.

## Monumenti e luoghi d'interesse
- Cattedrale di Luçon

## Società

### Evoluzione demografica
Abitanti censiti